# Simon van der Geest

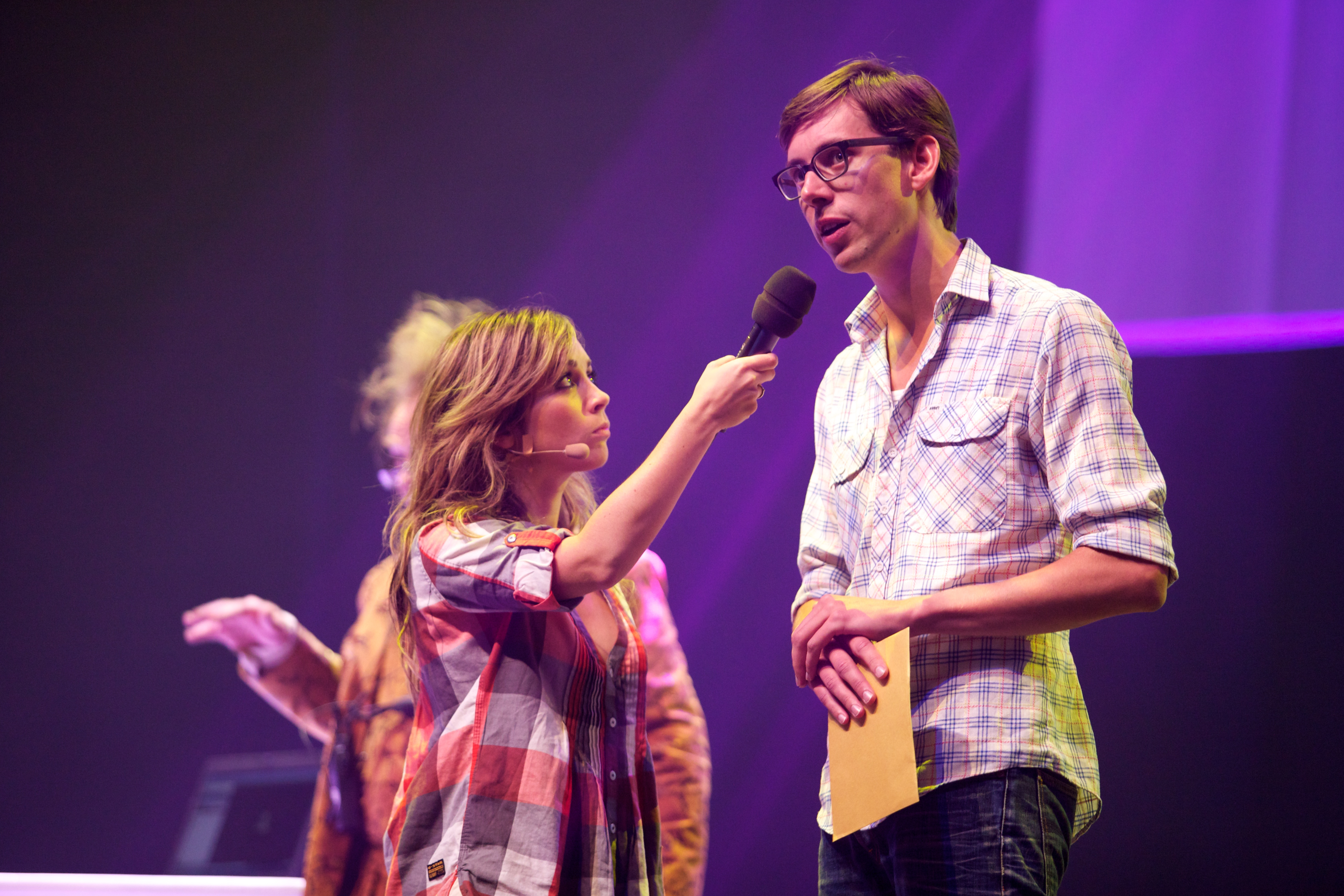
Lisa Wade ondervraagt Simon van der Geest in het kader van het vestigen van een nieuw voorleesrecord met het kinderboek Geel gras.

Simon van der Geest (Gouda, 12 februari 1978) is een Nederlandse schrijver, dichter en theaterdocent.

## Biografie
Van der Geest volgde de opleiding docent drama aan de Hogeschool voor de Kunsten Arnhem. Vanwege zijn liefde voor het schrijven van toneelstukken volgde hij aansluitend de toneelschrijfopleiding aan de Hogeschool voor de Kunsten Utrecht. Hij schrijft verhalen en gedichten voor kinderen, en geeft theaterles aan jongeren.
Zijn debuut Geel gras vertelt de zonderlinge avonturen van Fieke en Jantwan. De ouders van Fieke zijn haar vergeten toen zij vertrokken vanaf de camping in Frankrijk. Samen met de sullige Jantwan, die vlucht voor zijn bemoeizuchtige moeder, begint zij een zwerftocht door de omgeving. Het boek ontving lovende kritieken in de landelijke pers en de filmrechten zijn inmiddels verkocht. Producent Paul Voorthuysen heeft in 2010 de verfilming van het boek op zich genomen, de regie komt in handen van Barbara Bredero.
In 2010 verscheen de jeugdpoëziebundel Dissus, een bewerking van de Odyssee in vrije verzen. De illustraties in Dissus werden getekend door Jan Jutte. Het boek ontving een Gouden Griffel van de CPNB, de prijs voor het beste jeugdboek van het jaar. De jury loofde Van der Geests boek om de virtuoze taal en de treffend beschreven gevoelens. Met zijn volgende boek Spinder won hij eveneens de Gouden Griffel.
Van der Geest schreef het Kinderboekenweekgeschenk van 2015, Per ongelukt! De illustraties van dit boek werden getekend door Karst-Janneke Rogaar. Zij illustreerde ook Van der Geests boek Spinder.
In 2025 schrijft Van der Geest het Kinderboekenweekgedicht.

## Theater
- Penelope - OT Theater (2007)
- Spinder - Het Lab Utrecht (2009)
- Iemand issum niemand issum - Theater De Citadel (2010)
- Het Zwanenmeer - Holland Opera Xpress (2010/11)
- Mijn vriend wordt soms een neushoorn - Theatergroep Kwatta (2011)
- Reinaert de V. een operalibretto in opdracht van Holland Opera (2023)

## Bekroningen
- 2011 Gouden Griffel voor Dissus
- 2013 Gouden Griffel voor Spinder
- 2013 Jan Wolkers Prijs voor Spinder
- 2020 Zilveren Griffel voor Het werkstuk – of hoe ik verdween in de jungle